# Lindsey Durlacher

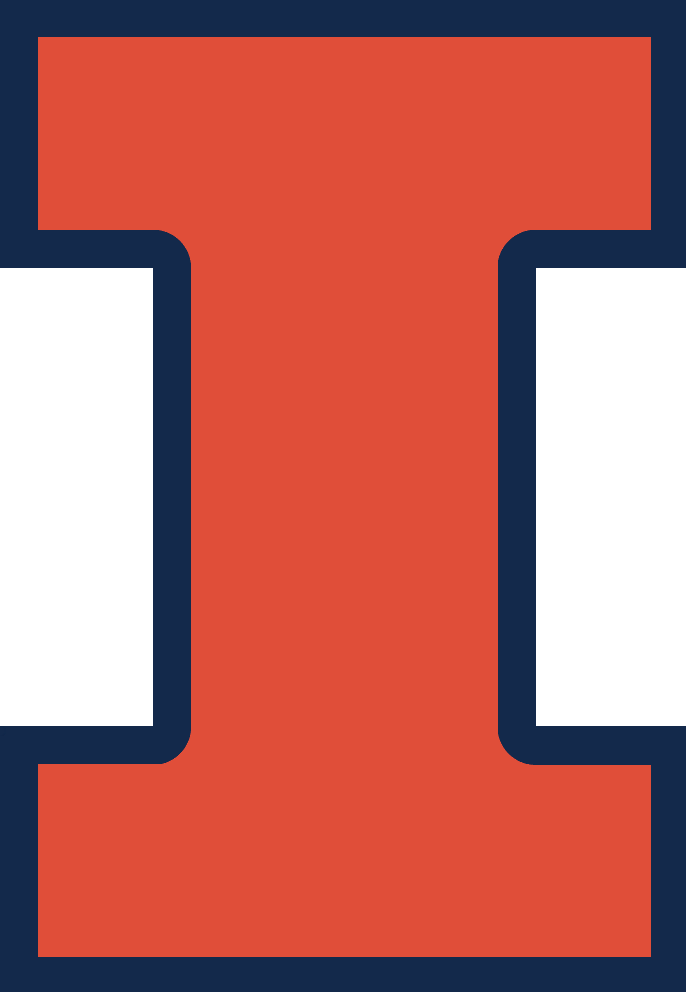
Zawodnik Illinois Fighting Illini

Lindsey Durlacher (ur. 14 września 1974; zm. 4 czerwca 2011) – amerykański zapaśnik w stylu klasycznym. Brązowy medalista mistrzostw świata w 2006 i piąty w 2007. Srebro igrzysk panamerykańskich w 2007. Trzy medale na mistrzostwach panamerykańskich, srebro w 2003 i 2006. Piąty w Pucharze Świata w 2007 i 2008; siódmy w 2003 roku.
Zawodnik Buffalo Grove High School z Buffalo Grove i University of Illinois at Urbana-Champaign. Dwa razy All-American (1996, 1997) w NCAA Division I, drugi w 1997; czwarty w 1996 roku.